# Asunto de Huber Matos
El asunto de Huber Matos fue un escándalo político en Cuba cuando el 20 de octubre de 1959, el comandante del ejército Huber Matos renunció y acusó a Fidel Castro de «enterrar la revolución». Quince de los oficiales de Matos renunciaron con él. Inmediatamente después de la renuncia, Castro criticó a Matos y lo acusó de deslealtad, enviando a Camilo Cienfuegos a arrestar a Matos y a los oficiales que lo acompañaban. Matos y los oficiales fueron llevados a La Habana y encarcelados en La Fortaleza de San Carlos de La Cabaña. Los comunistas cubanos afirmaron más tarde que Matos estaba ayudando a planear una contrarrevolución organizada por la Agencia Central de Inteligencia de Estados Unidos y otros opositores a Castro.
El escándalo se destaca por su ocurrencia junto con una mayor tendencia de destituciones de excolaboradores de Fidel Castro en la revolución. Marcó un punto de inflexión en el que Castro comenzaba a ejercer un control más personal sobre el nuevo gobierno en Cuba. El oficial que arrestó a Huber Matos y excolaborador de Castro, Camilo Cienfuegos, moriría pronto en un misterioso accidente aéreo poco después del incidente.

## Antecedentes

### Reformas
A principios de enero de 1959, Fidel Castro nombró a varios economistas como Felipe Pazos, Rufo López-Fresquet, Ernesto Bentacourt, Faustino Pérez y Manuel Ray Rivero. Para junio de 1959, estos economistas designados comenzarían a expresar su desilusión con las políticas económicas propuestas por Castro.
A principios de 1959, el gobierno cubano inició reformas agrarias que redistribuyeron la propiedad de la tierra de Cuba. Las tierras expropiadas pasarían a ser de propiedad estatal y el recién formado Instituto de la Reforma Agraria (INRA) supervisaría las expropiaciones y estaría encabezado por Fidel Castro. En la provincia de Camagüey había una creciente oposición al gobierno cubano debido a la resistencia de los agricultores conservadores a las reformas agrarias y al disgusto por la promoción de los ideales comunistas de Raúl Castro y el Che Guevara en el gobierno local y el ejército. La oposición anticomunista dentro del gobierno cubano asumió que Fidel Castro no estaba al tanto de la creciente influencia comunista debido a las frecuentes negaciones públicas del comunismo por parte de Fidel Castro.

### El desencanto de Huber Matos

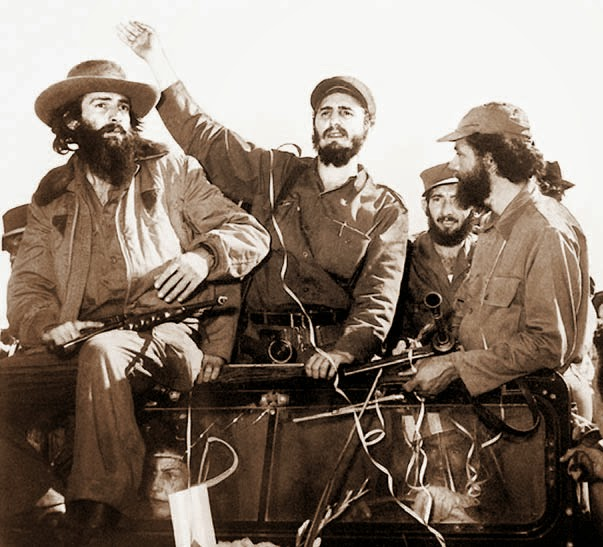
Fidel Castro, Huber Matos y Camilo Cienfuegos.

Huber Matos, quien era el comandante del ejército de la provincia de Camagüey, se indignó por el uso de tropas del ejército para apoderarse del ganado de los agricultores que se resistieron a las órdenes del INRA. Matos creía que estas medidas se estaban volviendo demasiado entusiastas.

En julio de 1959, Matos empezó a sospechar del nuevo gobierno tras la deposición del presidente Manuel Urrutia Lleó e intentó dimitir pronto. El 26 de julio, Fidel Castro y Huber Matos se reunieron en el Hotel Hilton de La Habana, donde, según Matos, Castro le dijo:
"Tu renuncia no es aceptable en este momento. Todavía tenemos mucho trabajo por hacer. Reconozco que Raúl [Castro ] y el Che [Guevara] están coqueteando con el marxismo... pero tú tienes la situación bajo control... Olvídate de renunciar... Pero si dentro de un tiempo crees que la situación no cambia, tienes derecho a renunciar".
Huber Matos había estado viajando a La Habana durante meses antes de su eventual renuncia. En La Habana Matos realizó encuentros con varios funcionarios desde Manuel Ray Rivero hasta Manuel Fernández, y conversó sobre sus preocupaciones sobre la creciente influencia comunista y la necesidad de alertar a Fidel Castro. Si bien se sabe que Huber Matos conversaba con los futuros líderes de la Invasión de bahía de Cochinos, el propio Matos afirmó no haber acatado nunca las influencias extranjeras, que el gobierno cubano le acusa de seguir. En septiembre de 1959 Matos se consolidó en su decisión de renunciar pronto. En octubre de 1959 Fidel Castro ordenó a un miembro menor del Movimiento 26 de Julio salir en televisión y acusar a Matos de traición. Este sería el punto de inflexión de Matos al negarse a seguir tolerando su posición en el gobierno cubano.

## Renuncia y arresto
El 19 de octubre de 1959, Huber Matos escribió en una carta de renuncia a Fidel Castro:
"La influencia comunista en el gobierno ha seguido creciendo. Tengo que dejar el poder lo antes posible. Tengo que alertar al pueblo cubano de lo que está pasando".
Matos lamentó en su renuncia que los comunistas estuvieran ganando posiciones de poder que consideraba inmerecidos por no haber participado en la Revolución cubana. La carta de renuncia aparentemente fue en respuesta directa al nombramiento de Raúl Castro como jefe del ejército y fue enviado en privado a Fidel Castro. Huber Matos había hecho arreglos para que el envío de la carta fuera cubierto por los medios locales e informado a los grupos locales de oposición. Matos planeó que sus oficiales también renunciaran en masa en apoyo. Por su parte Fidel Castro le envió otra carta en respuesta recriminándole a Huber Matos sus buenas relaciones con Pedro Luis Díaz Lanz y Manuel Urrutia Lleó a quienes Fidel consideraba traidores a la revolución.

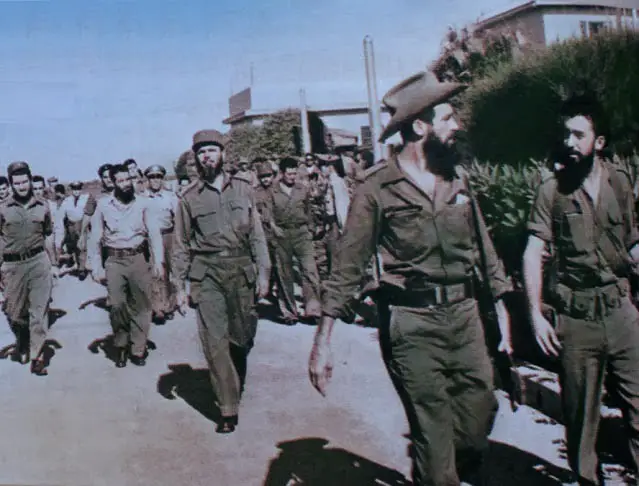
Camilo Cienfuegos al frente, detrás Huber Matos siendo trasladado al momento de su detención.

El 21 de ese mismo mes Fidel Castro envió a su compañero revolucionario Camilo Cienfuegos a arrestar a Huber Matos. Cuando Cienfuegos saludó a Matos en las puertas de su puesto de mando, Matos ordenó a sus guardias que no dispararan y procedió a hablar con Cienfuegos tomando un café. Matos dice que advirtió a Cienfuegos que su vida estaba en peligro, que a Castro le molestaba la popularidad de Cienfuegos y que se había enfurecido deliberadamente y parecía haber esperado que los partidarios de Matos lo mataran en lugar de permitirle tomar el mando. Cienfuegos escuchó pero relevó a Matos del mando y lo arrestó junto a sus ayudantes militares. El periodista Faustino Miro y el coordinador provincial del Movimiento 26 de julio Joaquín Agramonte también es arrestados por su cercanía con Matos.
Mientras tanto, Fidel Castro voló hasta la sede del INRA en la provincia de Camagüey a organizar una turba de 3000 hombres para asaltar el puesto del ejército de Matos si Cienfuegos no podía arrestarlo. El jefe de seguridad de Raúl Castro, Ramiro Valdés Menéndéz, sacó a Matos de Cienfuegos y lo transportó a La Habana para esperar su juicio.

### Incursión de Pedro Luis Díaz Lanz
El mismo día que Huber Matos fue arrestado, el exiliado cubano Pedro Luis Díaz Lanz, exjefe de personal de la fuerza aérea bajo Fidel Castro y amigo de Huber Matos durante su tiempo en la revolución, voló desde Florida y arrojó panfletos en La Habana que pedían la eliminación de todos los comunistas del gobierno, debido a esto se abrió fuego contra el avión de Lanz dejando varios heridos y un muerto. En respuesta, Fidel Castro realizó un mitin en el que pidió la reintroducción de tribunales revolucionarios para juzgar a Matos y Díaz Lanz por traición. Según The New York Times, cuando Castro preguntó a la multitud si Matos debía ser fusilado:
"[c]asi todas las manos se levantaron y la multitud volvió a gritar: '¡Pelotón de fusilamiento! ¡Pelotón de fusilamiento!'"
A juicio del Embajador de EE. UU. en Cuba Philip Bonsal, Castro usó la acción de Díaz Lanz, que caracterizó como un "bombardeo", para crear una reacción masiva y reprimir los problemas planteados por la renuncia de Huber Matos. Después del mitin, Fidel Castro convocó una reunión del gobierno para determinar el destino de Matos. El Che Guevara y Raúl Castro favorecieron la ejecución y 3 ministros que cuestionaron la versión de los hechos de Castro fueron reemplazados inmediatamente por leales al gobierno. Castro decidió no ejecutarlo y explicó que "no quiero convertirlo en un mártir".

## Consecuencias

### Renuncias de economistas
En La Habana ocurrió una manifestación de jóvenes católicos contra el arresto de Huber Matos. Alrededor de un millón de personas salieron a esta procesión. Poco después de la detención de Matos, varios otros economistas desilusionados enviarían sus renuncias. Felipe Pazos renunciaría como titular del Banco Nacional y sería reemplazado dentro de un mes por el Che Guevara. También renunciaron los miembros del gabinete Manuel Ray Rivero y Faustino Pérez.

### Renuncia y deserción de Artime

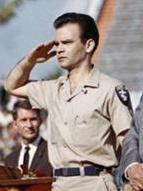
Manuel Artime.

Poco después del arresto de Matos, Fidel Castro y el Che Guevara pronunciaron un discurso ante miembros del INRA en el sentido de que Cuba continuaría girando hacia una dirección socialista. Manuel Artime vio como precedente para su renuncia el arresto de Huber Matos y la afirmación del socialismo en Cuba. El 7 de noviembre de 1959 su carta de renuncia al INRA y al ejército revolucionario fue publicada en la portada del diario Avance, uno de los últimos periódicos no controlados por el gobierno. Luego, Artime ingresó a una organización clandestina dirigida por jesuitas en Cuba para ocultar fugitivos. No está claro qué hizo exactamente que Artime se volviera inmediatamente a la clandestinidad y luego desertara.
Mientras en una casa de seguridad de La Habana Artime formaría el Movimiento por la Recuperación Revolucionaria con otros disidentes. Luego, Artime se puso en contacto con la embajada estadounidense en La Habana y, el 14 de diciembre de 1959, la Agencia Central de Inteligencia hizo arreglos para que viajara a los Estados Unidos en un carguero hondureño. Se involucró estrechamente con Gerry Droller (alias Frank Bender, alias "Mr B") de la CIA en el reclutamiento y organización de exiliados cubanos en Miami para futuras acciones contra el gobierno cubano. La organización MRR de Artime creció así hasta convertirse en el principal movimiento contrarrevolucionario dentro de Cuba, con miembros de apoyo en Miami, México, Venezuela, etc. Participaron Manuel Antonio de Varona, José Miró Cardona , Rafael Quintero, Aureliano Sánchez Arango. La CIA dispuso infiltraciones en Cuba, entrega de armas, etc.

### Desaparición de Camilo Cienfuegos
En la tarde del 28 de octubre de 1959, el Cessna 310 ('FAR-53') de Camilo Cienfuegos desapareció sobre el Estrecho de Florida durante un vuelo nocturno, regresando de la Provincia de Camagüey a La Habana. Una búsqueda inmediata duró varios días, pero no se encontró el avión. A mediados de noviembre se suspendió la búsqueda y se dio por perdida en el mar a Cienfuegos. Rápidamente se convirtió en héroe y mártir de la Revolución cubana. La desaparición de Cienfuegos sigue sin explicación. Existe cierto debate con respecto a la muerte de Cienfuegos, aunque los historiadores cubanos no creen que haya habido juego sucio por parte del gobierno.
 

Estudiosos de su desaparición planten que los Órganos de Seguridad del Estado vigilaban estrechamente a Camilo Cienfuegos debido a que este no estaba del todo convencido de las acusaciones contra Huber Matos. Se especula que Fidel Castro fue el responsable, lo que Huber Matos cree que es el caso. A pesar de la lealtad evidentemente excepcional de Cienfuegos a Castro, él apoyó vacilante el arresto de su amigo Matos solo unos días antes. El Che Guevara, cercano a Cienfuegos y nombró a su hijo Camilo en su honor, descartó la idea de la participación de Castro. Otros ofrecen la posibilidad de que un avión de combate de la fuerza aérea cubana confundiera el avión de Cienfuegos con un intruso hostil y lo derribara. En palabras del embajador estadounidense Philip Bonsal, Cienfuegos disfrutó de la vida nocturna de La Habana y:
"puede haber tenido una predilección por las amistades y asociaciones consideradas indeseables por algunos de sus camaradas revolucionarios más austeros".

### Juicio
El tribunal fue constituido por los comandantes Dermidio Escalona, Guillermo García Frías, Universo Sánchez, Orlando Rodríguez Puerta, presidio Sergio del Valle, oficial a cargo de la Dirección de Operaciones del Estado Mayor. El fiscal fue Jorge Serguera. Con Huber Matos fueron juzgados 5 capitanes y 11 tenientes que habían protestado por su arresto. El primer día del juicio, el 11 de diciembre, Matos testificó que había discutido el nombramiento de comunistas en el gobierno con funcionarios que compartían sus sentimientos anticomunistas, pero que no habían participado en ninguna conspiración contra el gobierno.
El 13 de diciembre, Raúl Castro testificó que Matos estaba tratando de fomentar la desunión levantando "el fantasma del comunismo". También despotrico en contra del abogado de Huber Matos Francisco Lorié Bertot.
Al testificar al día siguiente, Fidel Castro pronunció un discurso de 7 horas acusando a Matos y los demás de hacer campaña contra la revolución y promover "indirectamente" los intereses de Estados Unidos, los grandes terratenientes y los partidarios de Fulgencio Batista y la dictadura de Rafael Leónidas Trujillo en República Dominicana. La fiscalía pidió la pena de muerte. El 15 de diciembre, el tribunal declaró a Matos culpable de actividad contrarrevolucionaria y lo condenó a 20 años de prisión.

Igualmente fueron condenados Roberto Cruzo Zamora, Ángel Rosendo Lugo, Ángel Ruiz Maceira a 7 años; Jesús N. Becquer Cobas, Vicente Rodríguez Camejo, Miguel A. Crespo Garda, Rodobaldo Ll. Ramos, Eluvio Rivera Limonta, José A. Pérez Álamo, Manuel Nieto, William Lobrina Galdos, Jésus A. Torres Calunga, Manuel Esquivel Ramos, José López Legón, José Martí Ballester, 3 años y Raúl Barandela, Eduardo Bonet Rosell, Dionisio Suárez Esquivel, Mario Santana Basulto y Carlos Álvarez Ramírez, fueron sancionados a 2 años de prisión. Huber Matos cumplió los primeros seis años y medio de su condena en la prisión Isla de la Juventud, donde Castro había estado preso en 1953 y el resto en la prisión de la Fortaleza de San Carlos de La Cabaña de La Habana. Según Matos:
La prisión fue una larga agonía de la que salí vivo por voluntad de Dios. Tuve que hacer huelgas de hambre, montar otro tipo de protestas. Horrible. De vez en cuando, pasé un total de dieciséis años en confinamiento solitario, constantemente me decían que nunca saldría con vida, que había sido sentenciado a morir en prisión. Eran muy crueles, en toda la extensión de la palabra. ... Fui torturado en varias ocasiones, [yo] fui sometido a todo tipo de horrores, de todo tipo, incluso la punción de mis genitales. Una vez, durante una huelga de hambre, un guardia de la prisión intentó aplastarme el estómago con su bota... Cosas terribles.
El 8 de octubre de 1960 se fugaron del Castillo de los Tres Reyes Magos del Morro de La Habana, 15 de los compañeros militares de Huber Matos, ayudados por el sargento de la Marina de Guerra Revoluciona· Antonio Hernández Hernández. Llegaron en botes a Cayo Hueso, continuando viaje en avión hacia Miami, donde pidieron asilo político. Huber Matos cumplió su condena completa y fue puesto en libertad el 21 de octubre de 1979.

### Consolidación política
La controversia en torno al arresto de Huber Matos fue solo una señal de la tendencia de mayor consolidación política en torno a Fidel Castro. En octubre Raúl Castro fue nombrado jefe del ejército. Poco después el gobierno reorganizaría los sindicatos y ordenaría la destitución de todo profesorado universitario que criticara al gobierno. A mediados de 1960 existían muy pocas organizaciones independientes dentro de Cuba fuera de la Iglesia Católica. Las voces de oposición dentro de las instituciones gubernamentales fueron despedidas o excluidas regularmente de la toma de decisiones.